# Apollo (Romeinse mythologie)
Apollo is een godheid, die werd vereerd in de Romeinse godsdienst. Hij was oorspronkelijk een Griekse godheid en zou nooit echt worden geïdentificeerd met een Romeinse godheid. Hij zou tot aan het einde van de Romeinse Republiek een minder belangrijke godheid blijven, totdat de princeps Augustus van hem zijn persoonlijke beschermgodheid maakte.

## Betekenis voor de Romeinen
Over het algemeen werd Apollo door de Romeinen vereerd als een reddende god, zowel in nood veroorzaakt door een epidemie of een inval van vijanden, als in elke andere nood. De interpretatio Romana sloot zich dus aan bij een wezenstrek van de Griekse Apollo.
Bovendien gaf hij orakels en was hij de god van muziek en levensvreugde. Hij kon echter, als hij toornig werd, een strenge en straffende god zijn, met wie men zich dan moest verzoenen. Apollo was een sterke god. Diana, als equivalent van Artemis, gold als zijn tweelingzuster.
Maar het was vooral Phoebus Apollo - later vereenzelvigd met Sol Invictus - die als zonnegod door de Romeinen werd vereerd. Hij zou de patroon worden van de Augusteïsche periode, die men ook wel gouden of Apolloneïsche periode noemde.

### Apollo in hetImperium Romanum
In het uitgestrekte Imperium Romanum kende men in de provinciae ook Apollo onder andere epitheta. Zo werd Apollo onder de naam Apollo Atepomarus door de Kelten vereerd, die waarschijnlijk een god van paarden en ruiters was.
Hij werd in Gallië ook geïdentificeerd met de god Belenos en heette aldus Apollo Belenus, een zonne- en helende god, die ook buiten Gallië, met name in Noord-Italië en Illyricum werd vereerd. In Britannia werd hij als Apollo Cunomaglus ("hondenmeester") samen met Diana en Silvanus in een schrijn te Nettleton Shrub in Wiltshire vereerd. Hij werd hier waarschijnlijk vereerd als jachtgod. Een oorspronkelijke Keltische helende god werd als Apollo Grannus over een groot deel van het rijk vereerd als helende en zonnegod. Ook een andere Keltische genezende god werd vereerd onder de naam Apollo Moritasgus, zoals we kunnen opmaken uit een dedicatie uit Alesia, samen met zijn metgezellin Damona. Apollo had als Apollo Vindonnus (helder licht), een Keltische helende en zonnegod, een tempel in Essarois waar men vooral naartoe ging om genezen te worden van oogziektes.
In Gallië werd hij ook nog als Apollo Virotutis (weldoener van de mensheid) vereerd.

## Geschiedenis

### Romeinse Koninkrijk
Tijdens de regering van de laatste koningen van Rome bereikte zijn dienst door de Grieken uit Magna Graecia (d.i. Zuid-Italië en Sicilië) Rome. Van de Sibylle van Cumae, een Griekse polis, kocht Tarquinius Superbus, Romes laatste koning, de Sibyllijnse boeken. Ook het orakel van Delphi werd omstreeks die tijd voor het eerst door de Romeinen geraadpleegd.

### Romeinse Republiek

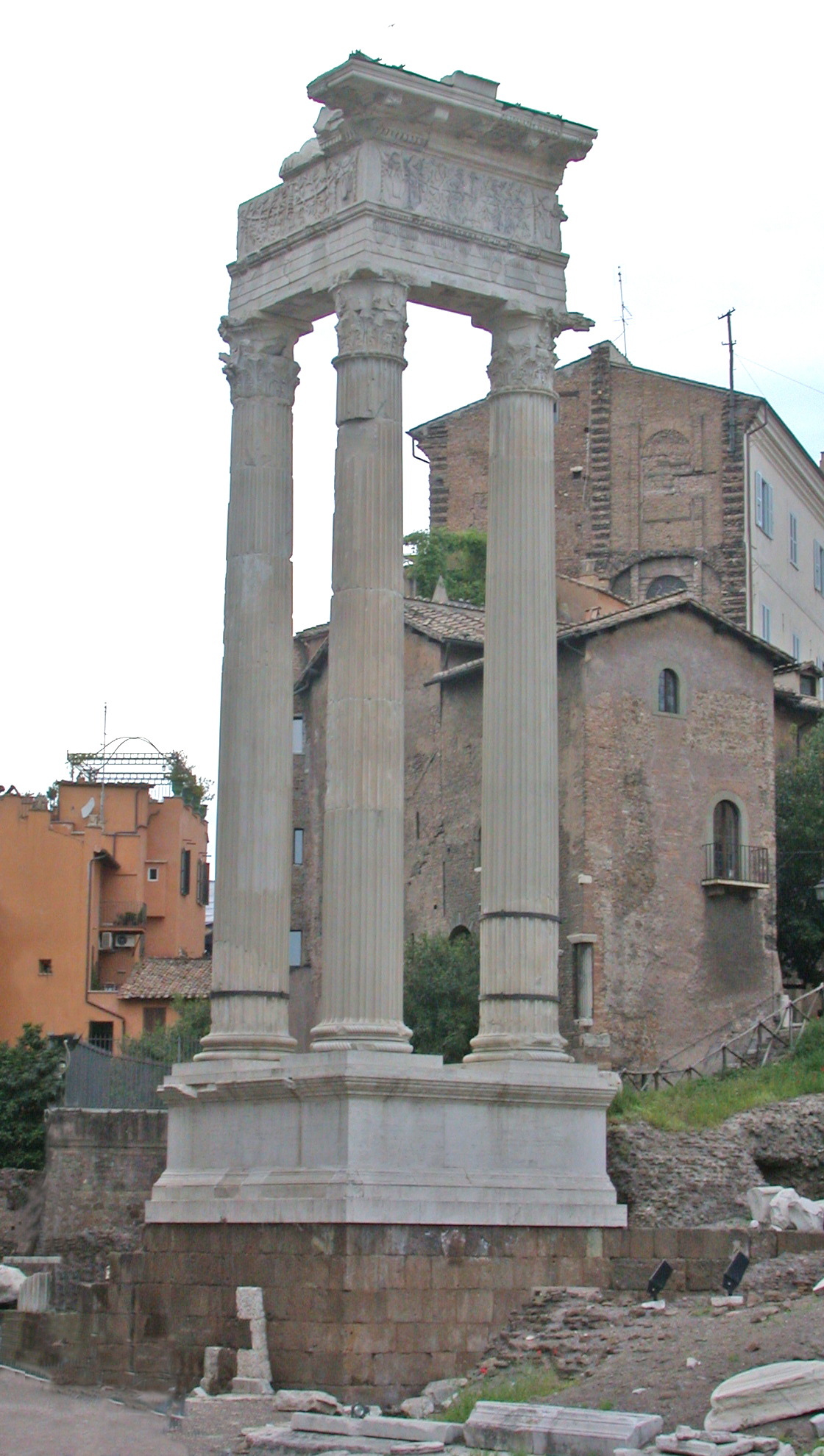
De Tempel van Apollo Sosianus: de oudste tempel van Apollo te Rome.

Later vinden we meer sporen van dit raadplegen van het Delphische orakel, onder andere bij het beleg van Veii, toen Camillus bij de aanval op deze stad aan de god een tiende deel van de buit beloofde, indien hij in zijn onderneming slaagde, of na de slag bij Cannae, enz. De eerste tempel werd aan Apollo beloofd in 432 v.Chr. toen er een pest woedde en vier jaren later ingewijd. In 399 v.Chr. heerste er weerom een grote pest, en toen werden er volgens een uitspraak van de Sibyllijnse boeken voor de eerste maal lectisternia gehouden, waaraan Apollo, Latona (zoals men te Rome zijn moeder noemde), en Diana (met wie zijn zuster Artemis werd geïdentificeerd), een voornaam aandeel hadden. Het was ook op bevel van de Sibyllijnse boeken, dat in de meest benarde tijd van de Tweede Punische Oorlog de ludi Apollinares (6-13 juli) werden ingesteld, waarbij wedrennen werden gehouden en toneelvoorstellingen opgevoerd. Zijn festival viel dan weer op 23 september.

### Romeinse keizerrijk
Zoals is gezegd, had Augustus een bijzondere voorliefde voor de eredienst van Apollo. Hij hield zichzelf voor een bijzondere beschermeling van de god en schreef aan diens tussenkomst de in de slag bij Actium behaalde overwinning toe. Hij vergrootte en verrijkte de tempel, die de god op dat voorgebergte had en liet ook in Rome de spelen vieren, die te Actium het feest van de god opluisterden. Bovendien bouwde hij voor Apollo Palatinus een prachtige tempel op de Palatijn, naast zijn eigen woning. In die tempel werden voortaan de Sibyllijnse boeken bewaard. Ook de oudste tempel van Apollo in Rome, de zogenaamde tempel van Apollo Sosianus, werd door Augustus hersteld. Tot slot droeg Augustus de ludi saeculares (de eeuwspelen), die vroeger aan de chtonische goden waren gewijd over op Apollo en zijn zuster Diana, terwijl ook aandeel in het feest aan Jupiter en Juno werd gegeven. Het was eigenlijk een reinigings- en verzoeningsfeest. Door koren van knapen en jonkvrouwen werden dan in een carmen saeculare (eeuwgedicht) Apollo en Diana aangeroepen om zegen te schenken aan de Romeinse Staat. Dit carmen saeculare is tot op onze tijd bewaard gebleven. Het werd gecomponeerd door de Romeinse dichter Horatius.